# Smith County (Kansas)
Smith County je okres ve státě Kansas v USA. K roku 2010 zde žilo 3 853 obyvatel. Správním městem okresu je Smith Center. Celková rozloha okresu činí 2 322 km².